# Sebastiano Mazzoni
Sebastiano Mazzoni, född omkring 1611 i Florens, död 22 april 1678 i Venedig, var en italiensk konstnär.
Mazzoni, som även var verksam som arkitekt och skald, tvingades vid unga år lämna sin hemstad Florens sedan några polemiska rader i en av hans dikter väckt de styrandes missnöje. 1648 var han bosatt i Venedig, där han sedan förblev bosatt under resten av sitt liv. Vid sin död var han nästan bortglömd som konstnär. Mazzoni var sannolikt elev till Cristofano Allori, men tog intryck av Johann Liss, Domenico Fetti och Bernardo Strozzi. Han var lärare till Andrea Celesti men påverkade även konstnärer som Giuseppe Maria Crespi och Sebastiano Ricci. Han kom därigenom att få betydelse för det venetianska 1700-talsmåleriet.